# 赵姬 (赵衰妻)
赵姬，姬姓，春秋时期晋国人，晋文公的女儿，赵衰的夫人。
赵衰跟随晋文公流亡白狄，娶叔隗，生子赵盾，晋文公娶叔隗的妹妹季隗。晋文公即位后，把女儿嫁给赵衰，生了原同、屏括、楼婴。赵姬请求迎接赵盾和他的母亲叔隗。赵衰辞谢不肯。赵姬说：“得到新宠而忘记旧好，以后还怎样用人。一定要接回来他们。”于是坚决请求，赵衰同意。叔隗和赵盾回来后，赵姬认为赵盾有才，又坚决请求赵衰以赵盾为嫡子，让她生的三个儿子居于赵盾之下，让叔隗作为正妻，而自己居于叔隗之下。《汉书·古今人表》将列赵姬（衰妻）为第三等上下智人。